# Raymond Dupont
Pour les articles homonymes, voir Dupont ou Dupond.
Raymond Dupont (né le 27 décembre 1942) est un conseiller technique, homme d'affaires et homme politique fédéral du Québec.

## Biographie
Né à Montréal, Raymond Dupont est élu pour la première fois en 1972 en tant que député du Parti libéral du Canada dans la circonscription de Sainte-Marie. Réélu en 1974, il changea sa circonscription pour celle de Chambly où il est élu en 1979 et en 1980. Défait en 1984 face au candidat progressiste-conservateur Richard Grisé et dans Saint-Hubert en 1988 face à la bloquiste Pierrette Venne.
Durant sa carrière de député, il est secrétaire parlementaire du ministre de l'Emploi et de l'Immigration de 1977 à 1978, du ministre de la Défense nationale de 1978 à 1979 et du ministre de l'Approvisionnement et des Services en 1980.